# Pandemia de COVID-19 em Antígua e Barbuda
Este artigo documenta os impactos da pandemia de coronavírus 2019-2020 em Antígua e Barbuda e pode não incluir todas as principais respostas e medidas contemporâneas.

## Linha do tempo
Em 13 de março de 2020, o primeiro-ministro Gaston Browne anunciou o primeiro caso confirmado de coronavírus de Antígua e Barbuda.
Em 23 de março, o país registrava 3 casos e nenhuma morte.

## Reações
Em 11 de março uma mulher visitou um hospital particular, onde autoridades médicas coletaram amostras que foram enviadas ao laboratório da Agência de Saúde Pública do Caribe (CARPHA) em Trinidad para testes.
Como resposta, Browne garantiu que "nenhuma pedra ficará sobre pedra", pois observou que as autoridades de saúde estão localizando alguém que ela possa ter conhecido. Ele revelou que a única unidade de quarentena de Antígua estará em operação na próxima semana e o equipamento de teste chegará logo depois. O primeiro-ministro pediu aos cidadãos que tomem medidas de precaução, como lavar as mãos, evitar contato físico próximo e evitar grandes grupos. “Nunca devemos entrar em pânico, mas devemos trabalhar coletivamente com confiança e fé. Continuo confiante de que, com nossos esforços coletivos e com a ajuda de Deus, superaremos os desafios do COVID-19 e isso também passará. "Browne também aconselhou os cidadãos que outro caso suspeito de COVID-19 retornou negativo.